# Franz Jehan Leenhardt
Cet article concerne le bibliste. Pour le géologue, voir Franz Leenhardt.
Pour les articles homonymes, voir Leenhardt.
Franz Jehan Leenhardt, né le 1er juillet 1902 à Saint-Pargoire et mort à Genève le 5 novembre 1990, est un théologien et universitaire français. Il est professeur de Nouveau Testament de la faculté de théologie protestante de Genève de 1932 à 1967, et doyen de la faculté de 1956 à 1962. 

## Biographie
Franz Leenhardt est le fils de Camille Leenhardt, pasteur de l'Église réformée à Saint-Pargoire, puis directeur du Lazaret de Sète, et de Suzanne de France-Mandoul. Il fait ses études à la faculté de théologie protestante de Montpellier et est pasteur de 1929 à 1932. Il soutient une thèse de doctorat à la faculté de Montpellier en 1931 et est appelé comme enseignant à la faculté de théologie protestante de Genève en janvier 1932, d'abord comme chargé de cours pendant quelques mois, puis il est nommé professeur ordinaire, titulaire de la chaire de Nouveau Testament de 1932 à 1967.

## Publications
- Le Baptême chrétien. Son origine, sa signification, Neuchâtel, Delachaux et Niestlé, 1946
- Morale naturelle et morale chrétienne, Genève, Centre protestant d'études, 1946[2]
- Épître de Saint Paul aux Romains, [1957], 3e éd. 1995, Labor et Fides[3]
- La Parole et le Buisson de feu. Les deux sources de la spiritualité chrétienne et l’unité de l’Église, Neuchâtel, Delachaux-Niestlé, 1962
- Parole visible. Pour une évaluation nouvelle du sacrement, coll. « Cahiers théologiques n°63 », Neuchâtel, Delachaux et Niestlé, 1971[4]
- La Mort et le testament de Jésus, coll. « Essais bibliques n°6 », Labor et Fides, 1983[5]